# Vincenzo Cantiello
Vincenzo Cantiello född 25 augusti 2000 är en italiensk sångare som vann Junior Eurovision Song Contest 2014 med låten "Tu primo grande amore" den 15 november i Malta. Det var första gången som Italien var med i Junior Eurovision Song Contest och är därmed det första land som vann samma år som deras debut skedde.